# 国家无神论
国家无神论（英語：State atheism）是一个相对于国家宗教的概念，即由政府所推行的无神论，通常会伴随着对宗教自由的压制出现。

## 與共產主義國家的關係
大部分共產主義國家有过这样的政策，因为社会主义政策需要公众远离宗教事务。

## 歷史
国家无神论在苏联曾有过很长一段历史（苏联对基督徒的迫害），苏联对无神论的推行在斯大林时期达到巅峰，在马克思列宁主义和无神论的治国方针的内因下，苏联政府一直主张对宗教采取控制、打压甚至消灭的手段。苏联政府对教堂、清真寺和犹太教堂进行大量平毁。同樣的情況也發生在東歐等地。日後朝鮮、中華人民共和國等，雖然宣稱允許宗教自由，也在不同程度上采取国家实施的无神论或世俗化。在文化大革命期間，紅衛兵對其境內的宗教、古蹟建築等進行了廣泛的破壞。1975年在云南回族聚居区发生的沙甸事件。在西藏地区，红卫兵曾前往扎什伦布寺的佛塔将在该寺曾存放的五世至九世班禅的遗骨挖出肢解抛弃。文革后，十世班禅大师只得把残存不齐的从五世至九世班禅喇嘛的灵骨聚集在一起。1967年2月6日，阿尔巴尼亚最高领导人恩维尔·霍查发表《消除落后习俗和封建迷信》，开展“思想文化革命”，禁止国内一切宗教活动。1976年，阿尔巴尼亚宣布消灭国内一切宗教，还宣称阿尔巴尼亚为“世界上第一个无神论国家”。